# Кыргызский театр оперы и балета имени А. Малдыбаева
Кыргызский национальный академический театр оперы и балета им. Абдыласа Малдыбаева (в 1926—1992 гг. — Киргизский государственный ордена Ленина академический театр оперы и балета имени Абдыласа Малдыбаева Министерства культуры Киргизской ССР) — театр оперы и балета в Бишкеке, единственный оперный театр Кыргызстана.

## История создания
Проектирование и строительство здания национального академического театра оперы и балета стартовало еще до Великой Отечественной войны, однако завершилось только в 1955 г. архитектором Л. Лабуренко при участии главного архитектора г. Фрунзе П. П. Иванова и инженера П. П. Проворова. Размещение театра соответствовало градостроительным разработкам, в которых ему еще в довоенной генеральной схеме отводилось центральное место в ансамбле площади Искусств, а в проекте детальной планировки центрального района 1952 г. — на Театральной площади, которая завершает перспективу ул. М. Рыскулова.

## Управление
До распада СССР управлялся Министерством культуры Киргизской ССР. Затем управлялся Министерством культуры Кыргызской Республики. Сегодня управляется Министерством культуры, информации и туризма Кыргызской Республики.

## Звёзды оперной труппы
- Сайра Кийизбаева
- Булат Минжилкиев
- Хусейн Мухтаров
- Артык Мырзабаев
- Касымаалы Эшимбеков

## Звёзды балетной труппы
- Бюбюсара Бейшеналиева
- Чолпонбек Базарбаев
- Уран Сарбагишев
- Айсулуу Токомбаева (1966—1995)

## Награды
- Орден Ленина (07.06.1939) — за выдающиеся заслуги в развитии театральной и музыкальной культуры и воспитание национальных художественных кадров

## Галерея

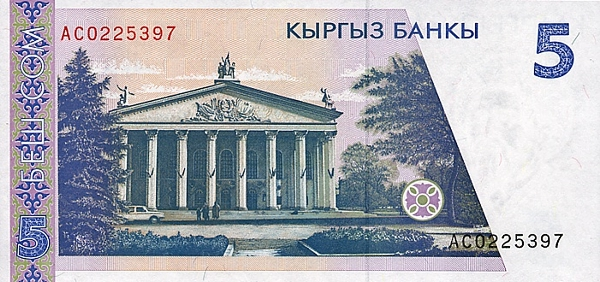
Здание театра на банкноте Киргизии 1994 года